# Njemačka rukometna reprezentacija
Njemačka rukometna reprezentacija predstavlja državu Njemačku u športu rukometu.

## Izbornici
Rezultati utakmica u velikom rukometu navedeni su u zagradama.
| Name | Mandat                       | Utakmica   | Pobjeda   | Neriješenih | Poraza  | Pobjede u %   | Napomene |
| --- | ---------------------------- | ---------- | --------- | ----------- | ------- | ------------- | --- |
| Carl Schelenz | 1925. – 1933. državni trener | 0 (7)      | 0 (5)     | 0 (0)       | 0 (2)   | 0 (71,43)     | još nije bilo utakmica u dvorani |
| Otto Kaundinya | 1934. – 1939. državni trener | 5 (31)     | 5 (31)    | 0 (0)       | 0 (0)   | 100,00        | svjetski dvoranski prvak 1938. svjetski prvak u velikom rukometu 1938., olimpijski pobjednik u velikom rukometu 1936.                             |
| Carl Schelenz | 1940. – 1945. državni trener | 2 (6)      | 1 (5)     | 0 (0)       | 1 (1)   | 50,00 (83,33) | samo dvije utakmice u dvorani do kraja rata |
| Od siječnja 1942. do siječnja 1951. nije se održala ni jedna reprezentativna utakmica.                                |                              |            |           |             |         |               | |
| Fritz Fromm | 1949. – 1955. savezni trener | 17 (29)    | 7 (29)    | 3 (0)       | 7 (0)   | 50,00 (100)   | svjetski dvoranski doprvak 1954. svjetski prvak u velikom rukometu 1952. i 1955.                                                                  |
| Werner Vick | 1955. – 1972. savezni trener | 192 (52)   | 124 (47)  | 12 (3)      | 56 (2)  | 64,58 (90,38) | svjetski prvak u velikom rukometu 1959. i 1966., svjetski doprvak u velikom rukometu 1963.                                                        |
| Horst Käsler | 1972. – 1974. savezni trener | 34         | 23        | 0           | 11      | 67,65         | |
| Vlado Stenzel | 1974. – 1982. savezni trener | 176        | 97        | 20          | 59      | 55,11         | svjetski prvak 1978. |
| Simon Schobel | 1982. – 1987. savezni trener | 129        | 68        | 18          | 43      | 52,71         | srebro na Olimpijskim igrama 1984., ispadanje na B-SP 1986. od 1974. do 1992. bio je trostupanjski kvalifikacijski sustav za plasman na SP        |
| Petre Ivănescu | 1987. – 1989. savezni trener | 56         | 36        | 6           | 14      | 64,29         | propuštanje kvalifikacija za SP 1990. i ispadanje u C-SP 1989.                                                                                    |
| Horst Bredemeier | 1989. – 1992. savezni trener | 101        | 52        | 15          | 34      | 51,49         | kvalificiranje na SP 1993. bez prolaženja kroz kvalifikacijske sustave C i B zbog pristupanja DHV-a DR Njemačke DHB-u                             |
| Armin Emrich | 1992. – 1993. savezni trener | 22         | 12        | 5           | 5       | 54,55         | |
| Arno Ehret | 1993. – 1996. savezni trener | 105        | 64        | 7           | 34      | 60,95         | |
| Heiner Brand | 1997. – 2011. savezni trener | 399        | 247       | 36          | 116     | 61,90         | treći na EP 1998., europski doprvak 2002., svjetski doprvak 2003., europski prvak 2004., srebro na Olimpijskim igrama 2004., svjetski prvak 2007. |
| Martin Heuberger | 2011. – 2014. savezni trener | 53         | 30        | 4           | 19      | 56,60         | |
| Dagur Sigurðsson | 2014.–2017. savezni trener   |            |           |             |         |               | zlato na EP 2016., bronca na OI 2016. |
| Christian Prokop | 2017.–2020. savezni trener   |            |           |             |         |               | |
| Alfreð Gíslason | 2020.– savezni trener        |            |           |             |         |               | |
| | Ukupno                       | 1326 (125) | 793 (117) | 128 (3)     | 405 (5) | 59.8 (93,60)  | |
| Bilance Bredemeiera, Ivănescua i Branda sadrže 35 susreta B-reprezentacije vrednovanih kao utakmice A-reprezentacije. |                              |            |           |             |         |               | |

Stanje : 30. siječnja 2016.

## Nastupi naOI
- prvaci: 1936.
- doprvaci: 2004.
- treći: 2016.

## Nastupi na SP
- prvaci: 1938, 2007.
- doprvaci: 2003.
- treći:

## Nastupi naEP
- prvaci: 2004., 2016.
- doprvaci: 2002.
- treći: 1998.